# Воррен Маккалох
Воррен Маккалох (англ. Warren Sturgis McCulloch; 16 листопада 1898, Оранж— 24 серпня 1969, Кембридж, США) — американський нейропсихолог та нейрофізіолог. Відомий як один із засновників кібернетики, теоретик нейромереж.

## Біографія
Воррен Стерджіс Маккалох народився в Оранджі, штат Нью-Джерсі, у 1898 році. Його родина була досить заможною і складалася з юристів, лікарів та інженерів зі Східного узбережжя. Воррен спочатку планував приєднатися до християнського служіння. У підлітковому віці він спілкувався з теологами Генрі Слоуном Коффіном, Гаррі Емерсоном Фосдіком, Германом Карлом Вільгельмом Куммом та Джуліаном Ф. Хеккером. Його також наставником був квакер Руфус Джонс. Він навчався в коледжі Хаверфорд, пізніше вивчав філософію та психологію в Єльському університеті, де отримав ступінь бакалавра мистецтв у 1921 році. Пізніше продовжив вивчати психологію в Колумбійському університеті та отримав ступінь магістра мистецтв у 1923 році. Після отримання ступіня доктора медицини в 1927 році в Коледжі лікарів та хірургів Колумбійського університету в Нью-Йорку, він пройшов стажування в лікарні Бельвю, штат Нью-Йорк. Пізніше він працював під керівництвом Ейльхарда фон Домаруса в лікарні для душевнохворих Рокленда. Воррен повернувся до академічної роботи у 1934 році. З 1934 по 1941 рік працював у Лабораторії нейрофізіології Єльського університету.
У 1941 році він переїхав до Чикаго та приєднався до кафедри психіатрії Іллінойського університету в Чикаго, де був професором психіатрії, а також директором Іллінойського нейропсихіатричного інституту до 1951 року. З 1952 року працює у Массачусетському технологічному інституті в Кембриджі, штат Массачусетс, разом з Норбертом Вінером. Він був одним із засновників Американського товариства кібернетики та його другим президентом у 1967–1968 роках.
Маккалох мав широкий спектр інтересів та талантів. Окрім наукового внеску, він писав вірші (сонети), а також проектував та будував будівлі та дамбу на своїй фермі в Олд-Лаймі, штат Коннектикут.
Маккалох одружився з Рут Мецгер, відомою як «Рук», у 1924 році, і у них було троє дітей. Він помер у Кембриджі в 1969 році.

## Вклад у науку
У 1942 році Маккалох на науковій конференції в Нью-Йорку почув доповідь Норберта Вінера стосовно механізмів зворотніх зв'язків у біології. Ідеї Вінера збігалися із власними ідеями Маккалоха щодо роботи головного мозку людини. За рік Маккалох разом із математиком Волтером Піттсом запропонували теорію діяльності головного мозку. Ця теорія і є основою, на якій поширилася думка, що функції комп'ютера і мозку значною мірою схожі.